# Ванамасса (Нью-Джерсі)
Ванамасса (англ. Wanamassa) — переписна місцевість (CDP) в США, в окрузі Монмаут штату Нью-Джерсі. Населення — 4344 особи (2020).

## Географія
Ванамасса розташована за координатами 40°14′13″ пн. ш. 74°1′44″ зх. д. / 40.23694° пн. ш. 74.02889° зх. д. (40.236816, -74.028865).  За даними Бюро перепису населення США в 2010 році переписна місцевість мала площу 2,98 км², з яких 2,88 км² — суходіл та 0,10 км² — водойми.

## Демографія
Згідно з переписом 2010 року, у переписній місцевості мешкали 4532 особи в 1648 домогосподарствах у складі 1229 родин. Густота населення становила 1520 осіб/км².  Було 1709 помешкань (573/км²).
Расовий склад населення:
| - 88,4 % — білих - 4,4 % — азіатів - 3,4 % — чорних або афроамериканців - 0,4 % — корінних американців - 0,2 % — вихідців з тихоокеанських островів - 1,2 % — осіб інших рас |

До двох чи більше рас належало 2,0 %. Частка іспаномовних становила 6,5 % від усіх жителів.
За віковим діапазоном населення розподілялося таким чином: 24,1 % — особи молодші 18 років, 63,9 % — особи у віці 18—64 років, 12,0 % — особи у віці 65 років та старші. Медіана віку мешканця становила 41,6 року. На 100 осіб жіночої статі у переписній місцевості припадало 97,9 чоловіків;  на 100 жінок у віці від 18 років та старших — 92,8 чоловіків також старших 18 років.
Середній дохід на одне домашнє господарство  становив 108 768 доларів США (медіана — 96 832), а середній дохід на одну сім'ю — 114 811 долар (медіана — 101 991). Медіана доходів становила 76 250 доларів для чоловіків та 57 763 долари для жінок. За межею бідності перебувало 7,2 % осіб, у тому числі 11,9 % дітей у віці до 18 років та 4,1 % осіб у віці 65 років та старших.
Цивільне працевлаштоване населення становило 2490 осіб. Основні галузі зайнятості: освіта, охорона здоров'я та соціальна допомога — 22,8 %, мистецтво, розваги та відпочинок — 12,8 %, роздрібна торгівля — 11,9 %.